# Курдський націоналізм

Прапор Курдистану

Курдський націоналізм — політична ідеологія, а також громадсько-політичний рух, що ставить на меті створення курдської самостійної національної держави Курдистан на територіях, де курдський народ складає більшість. На сьогодні ці території знаходяться на півночі Іраку (Іракський Курдистан), північному заході Ірану (Іранський Курдистан), південному сході Туреччини (Турецький Курдистан), а також незначні частини на півночі та північному заході Сирії (Сирійський Курдистан).
Ранній курдський націоналізм бере свій початок з часів Османської імперії, де він став яскравим вираженням прагнень етносу. З падінням Османської імперії, землі населені переважно курдами були розділені між Іраком, Сирією та Туреччиною, що зробило курдів значною етнічною меншиною в кожній з новостворених держав. Курдські націоналістичні рухи вже давно придушені владою Туреччини, Ірану, а також арабськими Сирією та Іраком. Усі вони бояться втрати території на користь потенційно незалежного Курдистану. 
З 1970-х років іракські курди домагалися отримати більшої автономії і навіть повної незалежності від режимів партії Баас, які відповіли на це жорстокими репресіями. У 1980-х роках збройний заколот на чолі з Патріотичним союзом Курдистану дав виклик турецькій владі, на що та відгукнулася введенням воєнного стану. Після війни в Перській затоці 1991 року іракські курди були захищені від армії іракського диктатора Саддама Хусейна безпольотною зоною під командуванням НАТО, що дозволило їм створити значну автономію та самоврядування без контролю іракського центрального уряду. Після вторгнення коаліційних сил до Іраку в 2003 році, в результаті якого відбулося повалення диктатора Саддама Хусейна, Іракський Курдистан став автономною областю, отримавши значні права у самоврядуванні, але так і не дійшовши до повної незалежності.
Курдський націоналізм уже давно підтримується і просувається курдською діаспорою по всьому світі.

## Історія

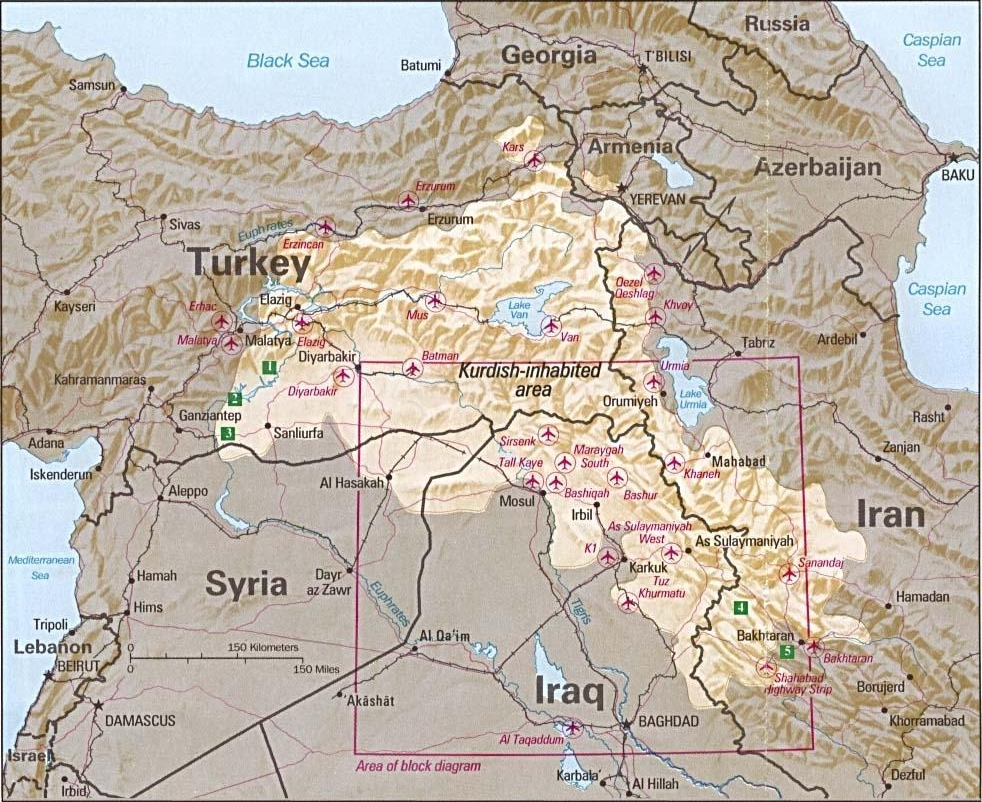
Землі, де курди становлять більшість, згідно з даними ЦРУ на 1992 рік

Курдська націоналістична боротьба вперше виникла наприкінці XIX століття, коли об'єднаний рух поставив собі на меті створення курдської держави. Час від часу спалахували повстання, але тільки через десятиліття після османської центристської політики XIX століття перший сучасний курдський націоналістичний рух виник з повстання на чолі з Шейхом Убейдуллою — курдським поміщиком і главою впливової родини Шемдинан. 1880 року Убейдулла зажадав політичної автономії чи навіть повної незалежності для курдів і визнання держави Курдистан без втручання як з боку турецької, так і перської влади. Повстання проти династії Каджари та Османської імперії в кінцевому підсумку було придушене османами, після чого Убейдуллу та інші визначні постаті депортували до Стамбулу. 
Курдський націоналістичний рух, який виник після Першої світової війни і падіння Османської імперії, багато в чому був реакцією на зміни, що відбувалися по всій Туреччині. Це були насамперед радикальна секуляризація, яку курди-мусульмани рішуче не сприйняли, централізація влади, яка загрожувала владі місцевих вождів і курдській автономії, а також нестримно зростаючий турецький етнічний націоналізм в новій Турецькій Республіці, який, очевидно, загрожував соціальному відторгненню курдів. Західні держави (зокрема Велика Британія), що боролися з турками, також пообіцяли курдам виступити гарантами стосовно питання курдської незалежності, але згодом дана обіцянка була порушена. Однією з організацій, що заслуговує особливої уваги, є Товариство з поліпшення становища Курдистану (тур. Kürdistan Teali Cemiyeti), яке займало провідне місце в створенні окремої курдської ідентичності. Це дало перевагу в період політичної лібералізації другої конституційної ери (1908-1920) Туреччини: було трансформовано відроджений інтерес до курдської культури і мови в політичний націоналістичний рух за національною ознакою. Даний акцент на курдів як окрему етнічну приналежність був підтриманий російськими антропологами приблизно на початку XX століття, які припускали, що курди належали до європейської раси (у порівнянні з азійськими турками), ґрунтуючись на їх фізичних характеристиках і мові, яка є частиною індоєвропейської мовної сім'ї. Хоча ці дослідники мали приховані політичні мотиви (посіяти незгоду в Османській імперії), їхні висновки стали і досі є загальноприйнятими. За відносно відкритого уряду 1950-х років, курди отримали політичні посади і почали працювати в рамках Турецької Республіки для досягнення своїх інтересів, але цей рух у бік інтеграції було зупинено з державним заколотом 1960 року. У 1970-х роках відбулася еволюція курдського націоналізму в бік марксистської політичної думки, що вплинула на нове покоління курдських націоналістів, які виступали проти місцевого феодального ладу, що слугувало традиційним джерелом опозиції до влади. Зрештою було створено бойову сепаратистську Робітничу партію Курдистану (РПК).